# Vanderkindere (tramhalte)
Vanderkindere is een Brusselse tramhalte van de MIVB in het noorden van de gemeente Ukkel. De tramhalte ligt aan het kruispunt van de Albertlaan, Churchilllaan, Brugmannlaan en Vanderkinderestraat, en is naar die laatste straat genoemd. Het is een belangrijk knooppunt van vier tramlijnen.
Aan de halte Vanderkindere kruisen twee assen: lijn 92 over de Brugmannlaan en lijn 3 over de Albertlaan - Churchillaan; lijn 4 buigt komend vanaf de Albertlaan in zuidelijke richting af naar de Brugmannlaan en lijn 7, ten slotte, heeft zijn eindpunt bij Vanderkindere. Laatstgenoemde lijn maakt kop bij de halte van lijn 3 richting Noordstation.
Volgens het Iris 2-plan zou dit mogelijk ooit het eindpunt worden van een toekomstige metrolijn 4.

## Tramlijnen
|  | 4 - Noordstation - Stalle (P)       |
|  | 7 - Vanderkindere - Heizel          |
|  | 10 - Militair Hospitaal - Churchill |
|  | 92 - Schaarbeek Station - Fort-Jaco |

## Plaatsen en straten in de omgeving
- De Albertlaan, Churchillaan en Brugmannlaan

Noordstation · 
Rogier · 
De Brouckère · 
Beurs - Grote Markt · 
Anneessens-Fontainas · 
Lemonnier · 
Zuidstation · 
Hallepoort · 
Sint-Gillisvoorplein · 
Horta · 
Albert · 
Berkendaal · 
Vanderkindere · 
Messidor · 
Boetendael · 
Helden · 
Globe · 
Wagen · 
Egide Van Ophem · 
Kruispunt Stalle · 
Stalle (P)
Heizel · 
Sint-Lambertus · 
De Wand · 
Araucaria · 
Braambosjes · 
Heembeek · 
Van Praet · 
Docks Bruxsel · 
Prinses Elisabeth · 
Demolder · 
Paul Brien-ziekenhuis · 
Louis Bertrand · 
Heliotropen · 
Chazal · 
Leopold III · 
Meiser · 
Diamant · 
Georges Henri · 
Montgomery · 
Boileau · 
Pétillon · 
Arsenaal · 
VUB · 
Etterbeek Station · 
Roffiaen · 
Buyl · 
Ter Kameren-Ster · 
Legrand · 
Bascule · 
Longchamp · 
Gossart · 
Cavell · 
Churchill · 
Vanderkindere